# Agios Neophytos-klosteret
Sankt Neophytos-klosteret (græsk: Ιερά Μονή Αγίου Νεοφύτου) ligger 15 km vest for Paphos, er et af de mest kendte klostre på Cypern.  Det blev grundlagt af munken Neophytos i det 12. århundrede.  Ejendommen er i øjeblikket et museum bestående af Engleistra (afsides sted, bygget i en naturlig hule, med et lille kapel) og klosteret. Agios Neofytos ligger 4 km vest for Tremithousa.

## Historie
Agios Neophytos-klosteret blev grundlagt af Neophytos. Efter at have været fængslet for at leve et asketisk liv, flygtede han ind i bjergene på Cypern og fandt en lille naturlig hule i 1159. Måneder gik, mens han sørgede for, at området var øde og stille. Han udgravede langsomt åbningen yderligere for at få plads til sin eremitbolig, et lille kapel og hans eventuelle grav. Mens det begyndte som en eremit for Neophytos alene, fik han efterhånden et lille følge, og Engleistra, som stedet også blev kaldt, blev et lille klosterfællesskab i 1170, da biskoppen af Paphos overtalte ham til at tage en novice. Neophytos var hårdt imod materialisme og at blive forstyrret, hvilket holdt befolkningen af munke meget mindre end i andre klostre på den tid. I sin anden Rituelle Ordinering oplyser han, at antallet af munke var omkring femten eller atten.
Efter hans død blev han begravet i Engleistra efter hans egne detaljerede instruktioner. Hans efterfølger, Isaias, nævnes i skrifterne af Neophytos, men intet er kendt om hans tid som abbed, og der er heller ingen oplysninger om andre abbeder i det 13., 14. eller 15. århundrede. Det spekuleres imidlertid i, at klosterets ledere efter Neophytos ikke holdt fast ved hans isolationistiske livsstil. Klosteret blev udvidet, og nye malerier og dekorationer blev tilføjet gennem århundrederne, skønt ikke så ofte. En større ændring blev foretaget af en anden munk ved navn Neophytos i 1503, der beordrede renovering af flere originale kunstværker samt yderligere nye ikoner, alle betalt for med egne penge. Samfundet svingede mellem vækst og tilbagegang i flere århundreder, men blev stillestående omkring det syttende århundrede. I 1631, efter abbeden Leontios, der var ved at forberede dens opløsning, blev det erklæret at have forrang for alle andre klostre på Cypern af patriarken Cyril Loukaris fra Konstantinopel. I løbet af de næste flere århundreder blev klosteret og dets bygninger ofte repareret og udvidet for at forhindre dem i at gå tabt med tiden. Det fortsatte med at være beboet indtil i dag, og munke i klosteret fremmer udgivelsen af historiske manuskripter skrevet inden for deres mure for at bevare deres historie.

## Arkitektur
Den oprindelige Engleistra fra Neophytos tid består af tre dele: kirken for det sande kors, Neophytos egen celle og refektoriet. Alle tre er hugget ind i den stejle klippeflade, hvor Neophytos først ønskede at slå sig ned som en eremit. En stor trapezformet narthex ligger ved indgangen til Engleistra, efterfulgt af ildstedet på nordsiden og cellen mod syd. Kirkens hoveddel og bema er dækket med vægmalerier fra hele klosterets eksistens. Den østlige væg har en moderat størrelse krydsformet niche, der engang husede et trækors, der indeholdt et stykke af det sande kors, som blev erhvervet af grundlæggeren Neophytos.
Uden for Engleistra ligger klosterets hovedkirke, katholikon. Det er en stor venetiansk-inspireret basilika, der ser ud til at være blevet bygget engang i det tidlige 1500-århundrede. Også den var dekoreret med vægmalerier, skønt meget få af dem har overlevet til nutiden. I øjeblikket huser klosteret også et museum, der findes for at fortælle besøgende om klosterfællesskabets historie og viser mange ikoner og manuskripter.

## Malerier
Størstedelen af malerierne udført i den originale Engleistra-del af klosteret i løbet af Neophytos' liv blev udført af Theodore Apsuedes i 1183, som nævnt i helgens skrifter og en overlevende inskription i hans celle. De videre dele af klosteret, der også blev malet i det tolvte århundrede, blev afsluttet senere, mest sandsynligt engang efter 1197. Der er stilistiske forskelle mellem de to områder, der antyder, at det blev malet af kunstnere med forskellige baggrunde. De fleste af malerierne i Engleistra følger traditionel byzantinsk kirkeudsmykning som korsfæstelsen og bebudelsen. Der er dog nogle interessante afvigelser fra de normale fresker, der forventes i sådanne kirkerum. En scene viser grundlæggeren, Neophytos, sammen med ærkeenglerne Michael og Gabriel øverst i loftet. En anden, der er grimset af blasfemisk, viser munken, der deltager i en gudstjeneste inden for Kristi mandorla. Neophytos beskrives som en forfængelig person, hvilket kan forklare, hvorfor så mange af malerierne uden for bibelske scener ser ud til at være monumenter for hans liv og præstationer.
En undersøgelse af mængden af malerier, der pryder væggene i klosteret, viser, at der var mindst fem faser af malerier udført i løbet af Engleistras eksistens. Mange af de anvendte pigmenter har et højt indhold af bly, hvilket antyder, at kunstnerne blev trænet i at male ikoner på træ og ikke at male freskoer på væggene. Der blev også fundet mange dyre pigmenter, såsom lapis lazuli, guld og sølv.